# Fox Crime
Fox Crime fue una cadena de televisión por suscripción de carácter internacional, propiedad y lanzada por Fox Networks Group y que transmitía en varios países de Europa y Asia, como España, Italia, Portugal, Eslovenia, Bulgaria y Turquía. El canal se dedica a la emisión de series de televisión y películas, entre otras, relacionados con el crimen, el horror y la investigación.
Luego de la adquisición de 21st Century Fox por The Walt Disney Company, la marca fue empezando a ser descontinuada en todos los mercados en los que seguía presente, ya sea cesando sus emisiones o siendo reemplazada por Star Crime, nombre introducido por Disney como reemplazo de las señales Fox.

## Historia
Se lanzó por primera vez en Italia en octubre de 2005, y le siguió Japón el 1 de octubre de 2006, Bulgaria el 13 de octubre de 2006, en Portugal el 28 de septiembre de 2007 y una señal asiática (para Hong Kong, Indonesia, Maldivas, Birmania, Filipinas, Singapur, Tailandia, Taiwán y Vietnam) entre 2007 y 2008, dependiendo del país. En Vietnam se lanzó el 29 de octubre de 2007, en Filipinas partir del 1 de enero de 2008; en Hong Kong, desde el 3 de mayo de 2008 y en Indonesia, el desde mediados de 2008. Más tarde, fue lanzado en Tailandia el 29 de julio de 2010. Luego lanzó su propia señal en HD para todo Sudeste Asiático en mayo de 2010 por el satélite AsiaSat 5. 
En España el canal se lanzó 15 de febrero de 2010. Finalizó sus transmisiones el 1 de octubre de 2014, cuando fue sustituido por Fox Life.
El canal se ha lanzado conjuntamente con FX y Baby TV en India el 25 de marzo de 2009. 
El canal se lanzó en 2013 en África como parte de la oferta de canales del operador satelital StarSat. Fox Crime África cerró tres años después, el 30 de septiembre de 2016.
El 27 de abril de 2021, se anunció el cierre de 18 de canales de Fox, FX, Fox Sports, Disney Channel, Disney Junior en el Sudeste Asiático para el 1 de octubre de 2021. El canal cesó sus transmisiones junto con todos sus canales hermanos excepto National Geographic y Nat Geo Wild, su contenido de traslado a Disney+.
La última señal que ocupaba la marca el nombre de Fox Crime fue la de Portugal, la cual fue renombrada Star Crime el 7 de febrero de 2024. (utilizando la marca Star en Disney+ y expandida por Disney como reemplazo de los canales Fox en varios mercados). 

## Resumen
| Señal                        | País o región                   | Fecha de lanzamiento     | Reemplazado por       | Fecha de cierre/reemplazo |
| ---------------------------- | ------------------------------- | ------------------------ | --------------------- | ------------------------- |
| Fox Crime (Italia)           | Italia                          | 1 de octubre de 2005     | Descontinuado         | 1 de julio de 2021        |
| Fox Crime (Japón)            | Japón                           | 1 de octubre de 2006     | Fox Classics          | 1 de agosto de 2015       |
| Fox Crime Adria              | Balcanes                        | 27 de octubre de 2006    | Star Crime            | 1 de octubre de 2023      |
| Fox Crime (Bulgaria)         | Bulgaria                        | 27 de octubre de 2006    | Star Crime            | 1 de octubre de 2023      |
| Fox Crime (Portugal)         | Portugal                        | 26 de septiembre de 2006 | Star Crime            | 7 de febrero de 2024      |
| Fox Crime (Rusia y Bálticos) | Bálticos                        | 30 de octubre de 2007    | Fox                   | 1 de octubre de 2012      |
| Fox Crime (Rusia y Bálticos) | Rusia                           | 1 de febrero de 2008     | Fox                   | 1 de octubre de 2012      |
| Fox Crime (Asia)             | Asia                            | 3 de mayo de 2008        | Descontinuado         | 1 de octubre de 2021      |
| Fox Crime (España)           | España                          | 15 de febrero de 2010    | Fox Life              | 1 de octubre de 2014      |
| Fox Crime (India)            | India                           | 2 de julio de 2010       | Star Movies Select HD | 18 de abril de 2015       |
| Fox Crime (Noruega)          | Noruega                         | 21 de marzo de 2011      | Fox                   | 1 de julio de 2013        |
| Fox Crime (Turquía)          | Turquía                         | 11 de noviembre de 2011  | Descontinuado         | 1 de octubre de 2022      |
| Fox Crime (África)           | África                          | 9 de julio de 2013       | Fox Life              | 28 de septiembre de 2016  |
| Fox Crime (Medio Oriente)    | Medio Oriente y Norte de África | 28 de septiembre de 2017 | Descontinuado         | 1 de diciembre de 2022    |